# Сима Караоглановић
Сима Караоглановић (Београд, 12. фебруар 1910 – Београд, 8. новембар 1981) био је правник из Београда. Као резервни официр војске Краљевине Југославије био је затворен у више логора у Немачкој, где је био један од најактивнијих организатора антифашистичког покрета отпора. Давао техничку подршку за штампање Јеврејских новина - у логору „Оснабрик”, односно листова „Седмица” и „37”, које су објављивали Јевреји, заробљени официри војске Краљевине Југославије. Сахрањен је у Алеји заслужних грађана. 

## Биографија
Сима Караоглановић рођен је 12. фебруара 1910. године, у јеврејској београдској породици. Рођен је као седмо, најмлађе дете, од оца Давида и мајке Везе, рођ. Финци. Отац му је био трговац, а деда Јаков Адања, кантор у синагоги. Чак 15 чланова најуже породице (мајка, сестре, браћа, њихове жене и деца) страдали су у холокаусту 1942. године. 
Дипломирао је на Правном факултету Универзитета у Београду.
Од 1931. године био је кандидат за члана Комунистичке партије Југославије (КПЈ), а 1933. године постаје члан КПЈ. Због револуционарног рада, хапшен је 1929, 1932, 1935. и 1939. године. 
До рата радио у техници листа „Пролетер” и сарађивао са другим напредним листовима. 

### Боравак у логорима
По распаду југословенске војске у априлском рату 1941. године, одведен је као резервни официр војске Краљевине Југославије, у заробљеништво у Немачку. Био је у логору у Нирнбергу, тзв. Офлаг XIII Б, заједно са скоро 200 официра - Јевреја. Биле су то бараке грађене за нацистичке делегате, који су својевремено одобравали доношење тзв. Нирнбершких, тј. расних закона, мрачних прописа.
Тако је у мају 1942. године дошло до премештаја групе од 800 официра, за које се сматрало да су активни или потенцијални антифашисти, међу њима и 200 Јевреја, из Нимберга у логор Оснабрик. Са овом групом премештен је и један број генерала. Укупан број официра - Јевреја у Оснабрику попео се на око 400. 
Сарадњом логорских фашиста и немачке команде 13. јула 1943. године створен је тзв. логор „Д”, логор у логору - четири одвојене бараке, 35, 36, 37 и 38, ограђене посебном жицом, у којем су били изоловани сви Јевреји и још око 350 других официра. Две бараке су биле јеврејске, а у једној од њих је био и Сима Караоглановић. У логору је био један од најактивнијих организатора антифашистичког покрета отпора, а посебно је био задужен за рад са заробљеним југословенским војницима. Био је члан логорског Комитета КПЈ. 
Свака од две јеврејске бараке имала је и своје партијско руководство и партијску организацију. Руководство су сачињавали предратни чланови Комунистичке партије, а симпатизери, као и они који су својим радом стекли поверење партијске организације били су примљени у организацију. У партијском руководству 37. бараке био је Сима Караоглановић, заједно са Ото Бихаљи Мерином  и Марком Шрајбером. 
Самоорганизовани и колико су им могућности дозвољавале, формирали су тзв. „Културни одбор”, који је из собе 7 у бараци 37 покренуо и истоимени лист „Седмица”. Користећи помоћ и оскудну технику којом је руководио Сима Караоглановић, овај лист почео је излазити у новембру 1942. године, као недељни лист, и до краја фебруара 1943. изашло је 14 бројева. Од 1. марта наставља излазити као лист„ 37”, што је била алузија на јеврејску официрску бараку број 37. Уређивао је и сатирични лист „Логорски јеж”.
Соба број 7 у јеврејској бараци 37, где је Комитет одржавао дневне састанке, постала је центар илегалног логорског рада. Ту се налазила тзв. илегална логорска техника, на чијем челу је био Сима Караоглановић, који је за овај посао непосредно био одговоран Комитету. Такође, учестовао је у издавању билтена са радио-вестима. Посао илегалне технике био је разноврстан. Она је одржавала везу са логором „Ц”, затим везу са земљом, скривала тзв. социјалистичку имовину, касније је скривала и разне предмете, оружје, углавном пиштоље. Припремала је, од Комитета одобрена и организована, бекства и вршила и друге многобројне сличне послове.  

### Период након логора
По ослобођењу из логора, био је оснивач и уредник листа „Глас ослобођених заробљеника” у којем су позивани југословенски војници и официри, бивши заробљеници, да репатрирају у Југославију.  
Комунисти су организовали групу, у којој је био и Сима Караоглановић, која је била задужена за повратак Југословена у земљу. Пратили су енглеску војску која је ослобађала логоре и возовима враћали људе кућама. У концентрационом логору Берген-Белзен упознао је своју супругу. Група се у Југославију вратила са последњим контингентом логораша и интернираца.  
После повратка у земљу, почео је своју новинарску каријеру. Био је помоћник директора Танјуга од 1946. до 1949. године. Затим је радио у Радио Југославији до 1954. године, када је прешао у Филмске новости, где је био главни и одговорни уредник. У Филмским новостима је радио до пензије, односно до 1980. године. Заслужан је за организовање архива, који чува огроман број филмских журнала и документарних филмова које су Филмске новине издавале. Урадио је интервју са Јосипом Брозом Титом, који се чува у архиву Радио-телевизије Србије.  
Велики број докумената везаних за логор је донесен у Србију, где их је Сима чувао. Комплетна документација се сада налази у Музеју града Београда.
После рата бавио се филмом и писањем. Написао је сценариј за филм „Црвени цвет” (1950), аутор је књиге „Дневник Жење Козинског”, коаутор књиге „Алжирски рањеници у Југославији” (1960), аутор је збирке о којој је објављена књига „Ликовни радови из заробљеничких логора: Збирка Симе Караоглановића” (1997).
Сима Караоглановић је носилац Партизанске споменице 1941.
Умро је 8. новембра 1981. године, у Београду. Сахрањен у Алеји заслужних грађана на Новом гробљу у Београду.